# Берк (селище, Нью-Йорк)
Берк (англ. Burke) — селище (англ. village) в США, в окрузі Франклін штату Нью-Йорк. Населення — 160 осіб (2020).

## Географія
Берк розташований за координатами 44°54′11″ пн. ш. 74°10′12″ зх. д. / 44.90306° пн. ш. 74.17000° зх. д. (44.903170, -74.170003).  За даними Бюро перепису населення США в 2010 році селище мало площу 0,75 км², уся площа — суходіл.

## Демографія
Згідно з переписом 2010 року, у селищі мешкало 211 осіб у 82 домогосподарствах у складі 54 родин. Густота населення становила 281 особа/км².  Було 94 помешкання (125/км²).
Расовий склад населення:
| - 96,7 % — білих |

До двох чи більше рас належало 3,3 %. Частка іспаномовних становила 3,3 % від усіх жителів.
За віковим діапазоном населення розподілялося таким чином: 33,6 % — особи молодші 18 років, 55,0 % — особи у віці 18—64 років, 11,4 % — особи у віці 65 років та старші. Медіана віку мешканця становила 31,3 року. На 100 осіб жіночої статі у селищі припадало 106,9 чоловіків;  на 100 жінок у віці від 18 років та старших — 97,2 чоловіків також старших 18 років.
Середній дохід на одне домашнє господарство  становив 48 207 доларів США (медіана — 38 750), а середній дохід на одну сім'ю — 61 661 долар (медіана — 56 250). За межею бідності перебувало 16,0 % осіб, у тому числі 8,9 % дітей у віці до 18 років та 25,7 % осіб у віці 65 років та старших.
Цивільне працевлаштоване населення становило 68 осіб. Основні галузі зайнятості: освіта, охорона здоров'я та соціальна допомога — 38,2 %, публічна адміністрація — 32,4 %, сільське господарство, лісництво, риболовля — 8,8 %, роздрібна торгівля — 4,4 %.